# Bieżanów-Prokocim
Bieżanów-Prokocim là một trong 18 quận của Kraków, nằm ở phía đông nam của thành phố. Cái tên Bieżanów-Prokocim xuất phát từ hai ngôi làng hiện là một phần của huyện.
Theo Tổng cục Thống kê Trung ương dữ liệu, diện tích của huyện là 18,47 kilômét vuông (7,13 dặm vuông Anh) và 63 026 người sinh sống ở Bieżanów-Prokocim.

## Phân khu của Bieżanów-Prokocim
Bieżanów-Prokocim được chia thành các phân khu nhỏ hơn (osiedles). Đây là danh sách của họ.
- Bieżanów
- Bieżanów Kolonia
- Kaim
- Łazy
- Osiedle Kolejowe
- Osiedle Medyków
- Osiedle Na Kozłówce
- Osiedle Nad Potokiem
- Osiedle Nowy Bieżanów
- Osiedle Nowy Prokocim
- Osiedle Parkowe
- Osiedle Złocień
- Prokocim
- Rżąka